# Norðoyar
Norðoyar eller Norðoyggjar (dansk Norderøerne) med et samlet areal på 241 km² er en region på Færøerne. Det drejer sig om de seks øer Kalsoy, Kunoy, Borðoy, Viðoy, Svínoy og Fugloy. Regionens centrum er Færøernes næststørste by Klaksvík. Den 1. januar 2020 havde Norðoyar 6.206 indbyggere, hvoraf 4.905 i regioncenteret Klaksvík, og resten fordelt i 18 bygder.
Norðoyar opstod som et tingsted i middelalderen. Tinget blev holdt ved det nuværende Klaksvík. Siden 2010 har sysselerne Norðoyar og Eysturoy udgjort egne retskredser, men et fælles politidistrikt.
Norderøerne har de fleste af de højeste fjelde på Færøerne. Mellem Borðoy, Kunoy og Viðoy er der vejdæmminger, mens forbindelsen med Kalsoy, Svínoy og Fugloy foregår med skib eller, mellem de to sidstnævnte, også med helikopter.
I august 2006 åbnede der en undersøisk tunnel mellem Klaksvík og Eysturoy. Denne tunnel blev med 6,2 km landets længste, se: Norðoyatunnilin. Tunnelen medførte ophør af den færgeforbindelsen mellem Leirvík og Klaksvík.
På Norderøerne tales en egen færøsk dialekt, som kan adskilles fra de øvrige, når man hører, hvordan lyden for /å/ udtales. Her siger man [a:] (f.eks. ved præpositionen á = på, læs [åa], men her [a:]). Typisk for alle de nordlige øer (samt Nord-Streymoy og Eysturoy) er også udtalen [oi], hvor der i skriftsproget står ei, altså: noi i stedet for nei.

## Regionens øer
- Kalsoys vestkyst er stejl og utilgængelig, så bygderne findes på den lavere og mere beskyttede østkyst: Syðradalur, Húsar, Mikladalur og Trøllanes. Bygden Blankaskáli i syd blev ødelagt af et fjeldskred i 1812 og har ikke været beboet siden. Øen har status som Útoyggjar (ydreøerne) som er et begreb der bruges til at beskrive Færøernes ydre periferi. Kalsoy betyder "mands-ø", og det svarer til naboøen mod øst Kunoy "kvinde-ø". Húsar blev en selvstændig kommune i 1931. Kommunen omfatter bygderne Húsar og Syðradalur på den sydlige del af Kalsoy. Mikladalur var indtil 2005, sammen med Trøllanes en selvstændig kommune, og er nu en del af Klaksvík Kommune.

- Kunoy har fået sit navn efter det 820 m høje forbjerg Kunoyarnakkur på øens nordspids, som falder næsten lodret i Atlanterhavet. Derved regnes det blandt verdens højeste, mens Enniberg på naboøen Viðoy med 754 m lodret klippevæg er verdens højeste lodrette kap. Nordøst for Kunoy bygd ligger der en skov med forskellige træarter. Der er kun to bygder på Kunoy: Kunoy bygd på vestkysten, og Haraldssund på østkysten. Mellem de to er der en ca. 3 km lang tunnel, mens en dæmning forbinder Haraldsund med naboøen Borðoy, hvor Klaksvík ligger. En tredje bygd, Skarð, blev forladt efter juleaften 1913, da alle bygdens syv mænd omkom ved et skibsforlis (undtagen en 14-årig og en 70-årig). Símun av Skarði (1872-1942), en af bygdens sønner, boede i Tórshavn, da ulykken skete, og regnes blandt de mest betydningsfulde færøske pædagoger. Han har skrevet den færøske nationalhymne.

- Borðoy er den største af de seks Norderøer. Den er stærkt indskåret og har derfor mange høje næs eller barð, og disse har givet øen navn. Byen Klaksvík med omkring 5.000 indbygger er beliggende på Borðoy og danner regionens centrum. De andre bygder hedder Norðoyri, Ánir, Árnafjørður, Norðtoftir, Depil, Norðdepil og den forladte Múli. To fjorde skærer sig ind på sydkysten: Borðoyarvík (her ligger Klaksvík på en landtange) og Árnafjørdður. Stednavnet er færøsk af oy 'ø' og borða 'forbjerg', dvs. 'øen med forbjerget'.
- Viðoy er Færøernes nordligste ø, og er med sine 41 km² den næststørste af de seks øer i regionen Norðoyar. Viðoy betyder egentlig vedø og skyldes det drivtømmer, som driver på land i Viðvík på østsiden af øen. Øen er inddelt i to kommuner, Viðareiði på nordøstkysten og Hvannasund på sydøstkysten, hvor øens to eneste bygder, Viðareiði og Hvannasund ligger. Den 1. januar 2013 havde Viðoy 597 indbyggere, mod 520 i 1985. Viðoy ligger øst for Borðoy, som den er forbundet med via en dæmning.
- Svínoy bygd er den eneste bygd på Svinoy. Navnet kommer fra en myte om nogle grise som svømmede fra en anden ø til Svínoy. Der har dog aldrig været nogen form for svineavl på øen. Indbyggerne lever mest af fiskeri og landbrug, nogle få har arbejde uden for øen. I slutningen 1990erne blev der anlagt en bådehavn og bygget en meget stor moderne kostald på øen, som i dag er den eneste stadig i brug. Sammen med naboøen Fugloy udgør Svínoy Færøernes nordøstligste del. Begge øerne er stærkt truet af affolkning. Da der anno 2006 ingen fastboende børn er på øen er skolen nedlagt og benyttes til forsamlingshus og til ophold for turister. Øen er meget populær i sommerperioden.
- Fugloy er Færøernes østligste ø, og den mindste af de nordlige øer. Postbåden Ritan fra sejler tre gange daglig fra Hvannasund til Fugloy og naboøen Svínoy. Tre gange om ugen ankommer helikopteren ved Atlantic Airways. Øen har siden vikingetiden på Færøerne været beboet. På grund af at Fugloys to anliggerpladser ikke er beskyttet af moler og derfor forhindrer en økonomisk udvikling. Hattarvík har kun 5 beboere også Kirkja er usikker på hvad fremtiden vil bringe. Lagtinget har prøvet at fremme udviklingen ved at øen fik elektricitet i 1960'erne. I 1980'erne fik øen en vej mellem Kirkja og Hattarvík og en helikopter-rute.

## Frimærkegalleri
Posta 1999: Frimærkerne FR 348-353.
62°16′55″N 6°32′35″V / 62.282°N 6.543°V